# Seigneurie Nicolas-Rioux
La seigneurie Nicolas-Rioux était une seigneurie lors de la colonisation française de la Nouvelle-France. Elle était située dans l'actuelle municipalité régionale de comté de Rimouski-Neigette au Bas-Saint-Laurent.
Le fonds d'archives de la Seigneurie Nicolas-Rioux est conservé au centre d'archives de Rimouski de Bibliothèque et Archives nationales du Québec. 

## Histoire
La seigneurie Nicolas-Rioux mesurant trois lieues de front par quatre lieues de profondeur fut concédée à Nicolas Rioux le 6 avril 1751. La baie du Ha! Ha! constitue la limite orientale de son territoire.